# Laltesi
La Laltesi SpA di Alseno (Piacenza) è stata una azienda costruttrice di macchine per il movimento terra e per l'edilizia.

## Storia
Fondata da Luigi Laltesi nel 1954 ad Alseno, in provincia di Piacenza (Emilia), ha prodotto escavatori e macchine per il movimento terra raggiungendo una buona quota di mercato in Italia. La produzione ha avuto poi termine nel 1987 quando l'azienda è stata costretta a chiedere l'amministrazione controllata per difficoltà economiche. Iniziarono una serie di trattative per il salvataggio dell'azienda ma non andarono a buon fine a causa dell'incendio dello stabilimento dell'industria che avrebbe dovuto effettuare l'acquisizione. Questo evento finì per determinare il fallimento della Laltesi.
È stata tra le prime aziende a produrre escavatori di piccole dimensioni, antenati dei moderni mini-escavatori. Sui macchinari prodotti vennero installati inizialmente motori Iveco, Fiat e Aifo; poi negli ultimi modelli prodotti montarono anche quelli di Caterpillar. Tale componente era stato adottato poiché esisteva un accordo per la commercializzazione degli escavatori Laltesi tra quest'ultima ed i dealer Caterpillar italiani CGT e MAIA. la quale, hai poi utilizzato i servocomandi brevettati da Laltesi, dato che quelli montati sui CAT erano goffi e difficili da gestire. Una volta conclusa la vendita degli escavatori già costruiti ha chiuso definitivamente il marchio Laltesi.

## Galleria d'immagini

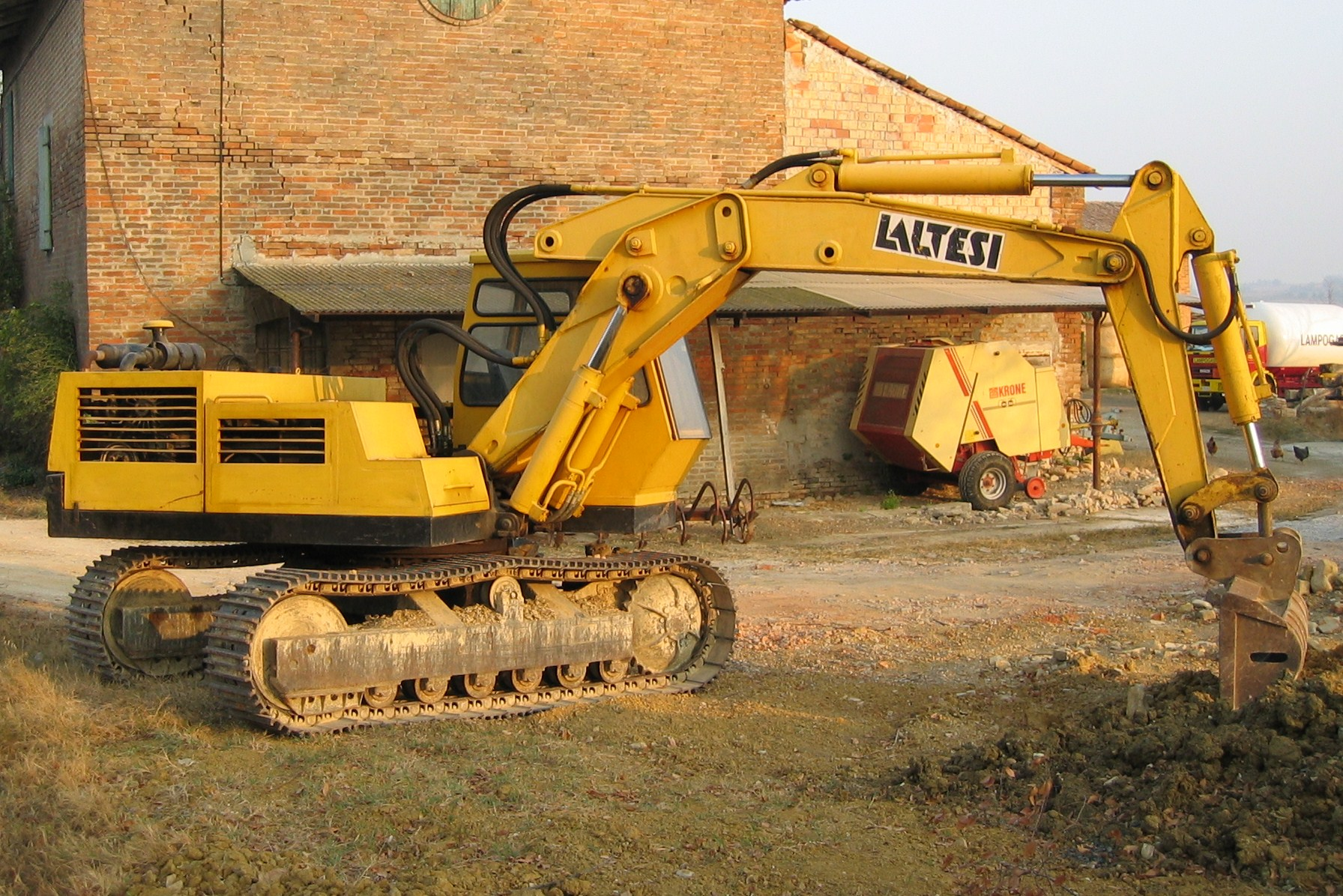
Escavatore Laltesi
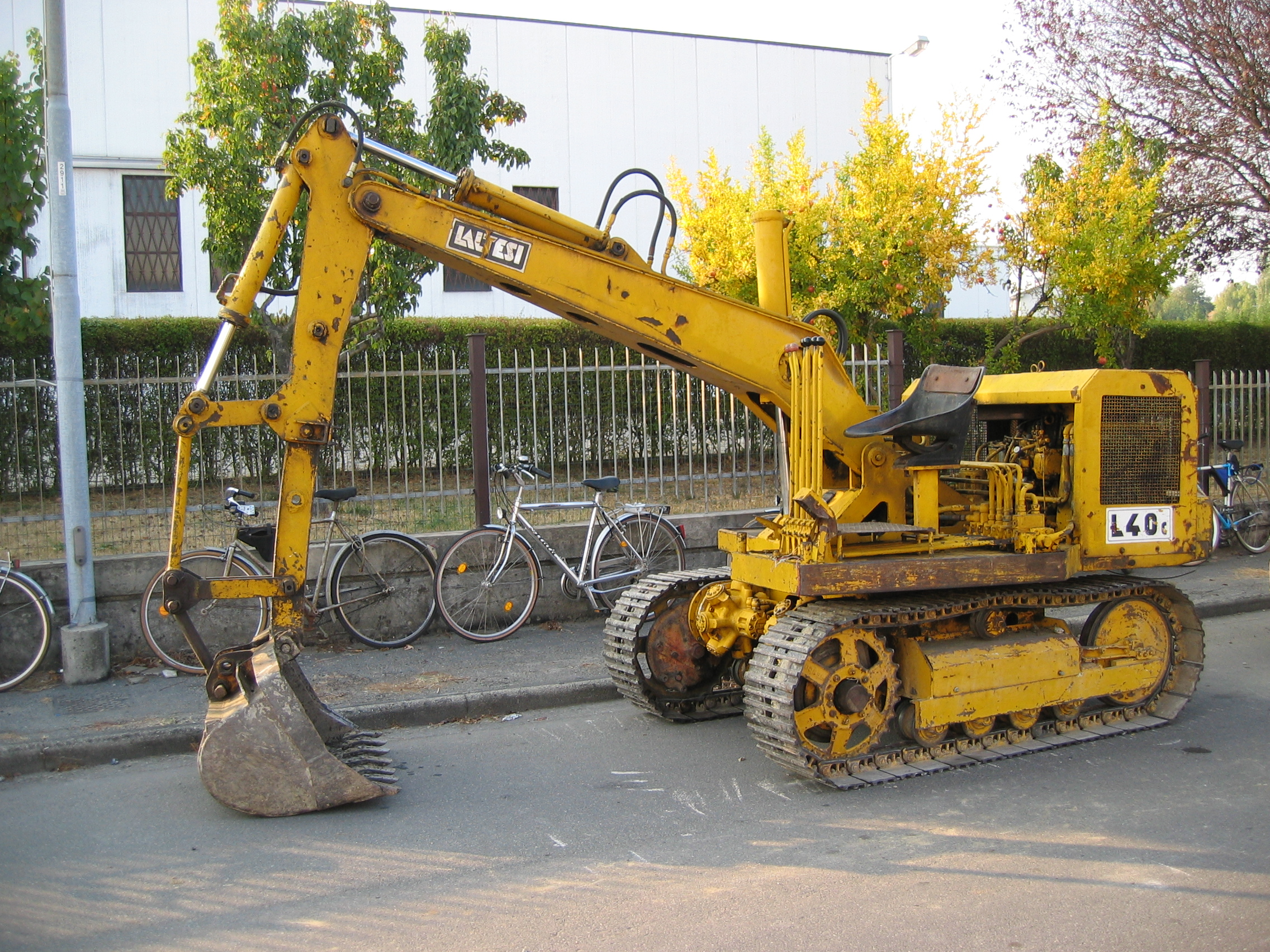
Escavatore Laltesi L40C
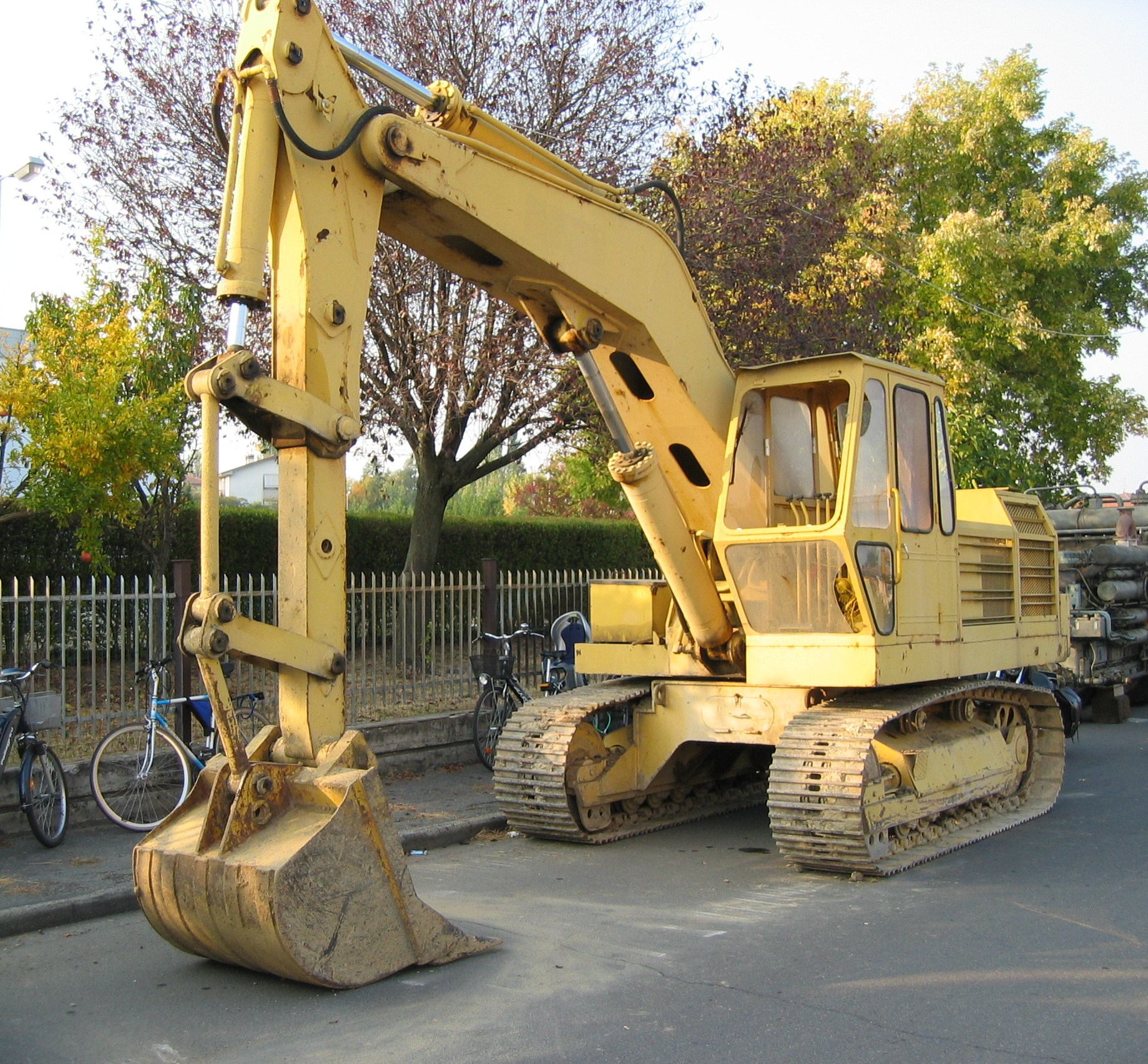
Escavatore Laltesi 60